# Dario Lillo
Dario Lillo (17 de abril de 2002) es un deportista suizo que compite en ciclismo en las modalidades de ciclismo de montaña, en la disciplina de campo a través, y ruta.
Ganó dos medallas de oro en el Campeonato Mundial de Ciclismo de Montaña, en los años 2022 y 2023, y una medalla de oro en el Campeonato Europeo de Ciclismo de Montaña de 2019.

## Medallero internacional
| Campeonato Mundial | Campeonato Mundial     | Campeonato Mundial | Campeonato Mundial         |
| Año                | Lugar                  | Medalla            | Competición                |
| ------------------ | ---------------------- | ------------------ | -------------------------- |
| 2022               | Les Gets (Francia)     | Medalla de oro     | Campo a través por relevos |
| 2023               | Glasgow (Reino Unido)  | Medalla de oro     | Campo a través por relevos |
| Campeonato Europeo |                        |                    |                            |
| Año                | Lugar                  | Medalla            | Competición                |
| 2019               | Brno (República Checa) | Medalla de oro     | Campo a través por relevos |